# Palazzo Avena

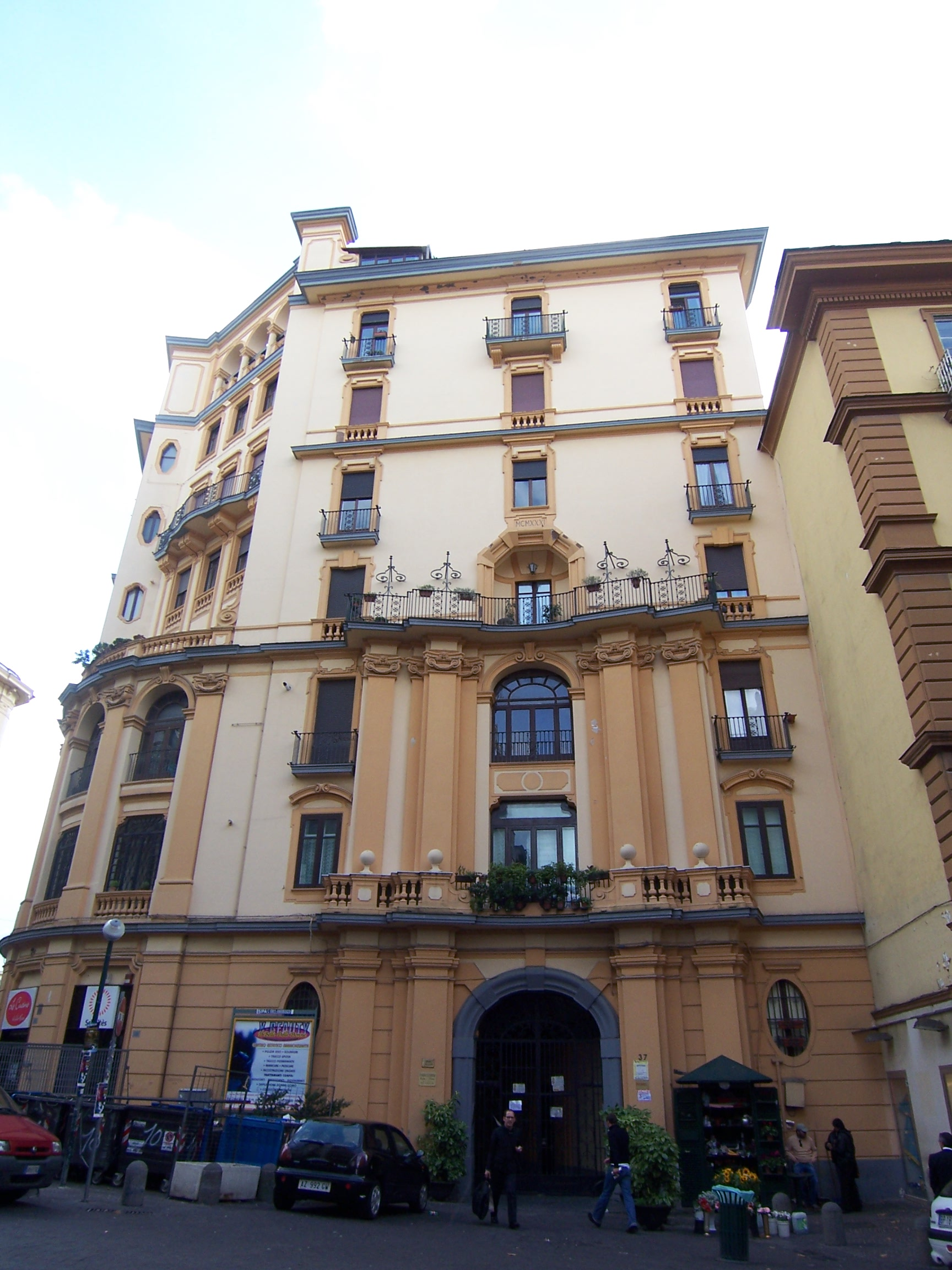
Palazzo Avena in Neapel

Der Palazzo Avena ist ein Palast aus dem 18. Jahrhundert im Viertel Vomero von Neapel in der italienischen Region Kampanien. Er liegt an der Piazza Ferdinando Fuga.

## Geschichte
Das Gebäude bestand ursprünglich nur aus der Eingangsfassade der Villa Ruffo (oder Villa Palazzolo bzw. Villa Haas) aus dem 18. Jahrhundert; diese wurde in den Jahren 1927/1928 von Adolfo Avena im Auftrag des Hochkommissars der Provinz Neapel, Gustavo Giovannoni, zur Neuordnung des Platzes vor der Funicolare Centrale (Aufzug), die 1928 eingeweiht wurde, vollkommen neu gestaltet.

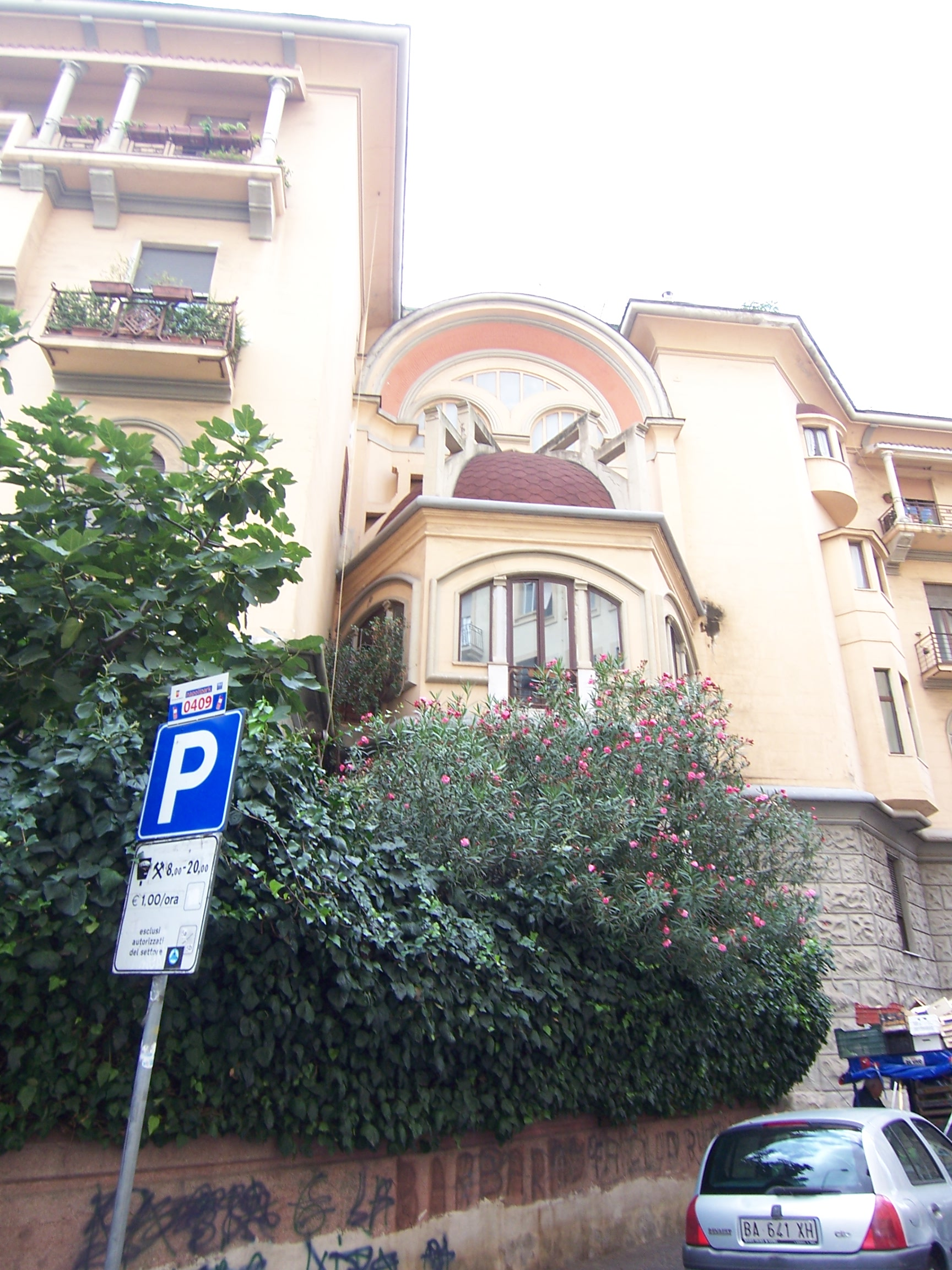
Rückansicht des Palastes von der Via Lordi aus

Avena erhielt bei seiner Neugestaltung das Portal, während der Rest der Fassade im eklektischen Stil mit Jugendstilaspekten völlig neu entstand. Bemerkenswert ist die Ansicht von der Via Lordi aus, die in einem Stil in Anlehnung an die nordeuropäische Avantgarde gestaltet wurde.
Kardinal Ruffo kaufte das Haus aus dem 18. Jahrhundert vom Minister Donato Tommasi, um dort selbst zu leben. Nach seinem Tod verkauften die Enkel das Anwesen an eine Verwandte, die Principessa di Palazzolo, deren Nachkommen es ihrerseits an die Gebrüder Enrico und Clemente Haas weiterverkauften.